# San José de Bernalejo
San José de Bernalejo es una localidad del estado mexicano de Guanajuato. Es parte del municipio de Irapuato.

## Toponimia
El nombre «San José» hace referencia al santo patrono de la localidad: José de Nazaret.

## Demografía
| Gráfica de evolución demográfica |
|                                  |

| Censo | Población |
| ----- | --------- |
| 1910  | 158       |
| 1921  | 131       |
| 1930  | 175       |
| 1940  | 90        |
| 1950  | 94        |
| 1960  | 86        |
| 1970  | 351       |
| 1980  | 277       |
| 1990  | 706       |
| 2000  | 935       |
| 2010  | 1 200     |
| 2020  | 1 117     |